# Le Pompidou
Le Pompidou är en kommun i departementet Lozère i regionen Occitanien i södra Frankrike. Kommunen ligger i kantonen Barre-des-Cévennes som tillhör arrondissementet Florac. År 2022 hade Le Pompidou 182 invånare.

## Befolkningsutveckling
Antalet invånare i kommunen Le Pompidou
| Referens: INSEE |